# Рассоха (приток Попигая)

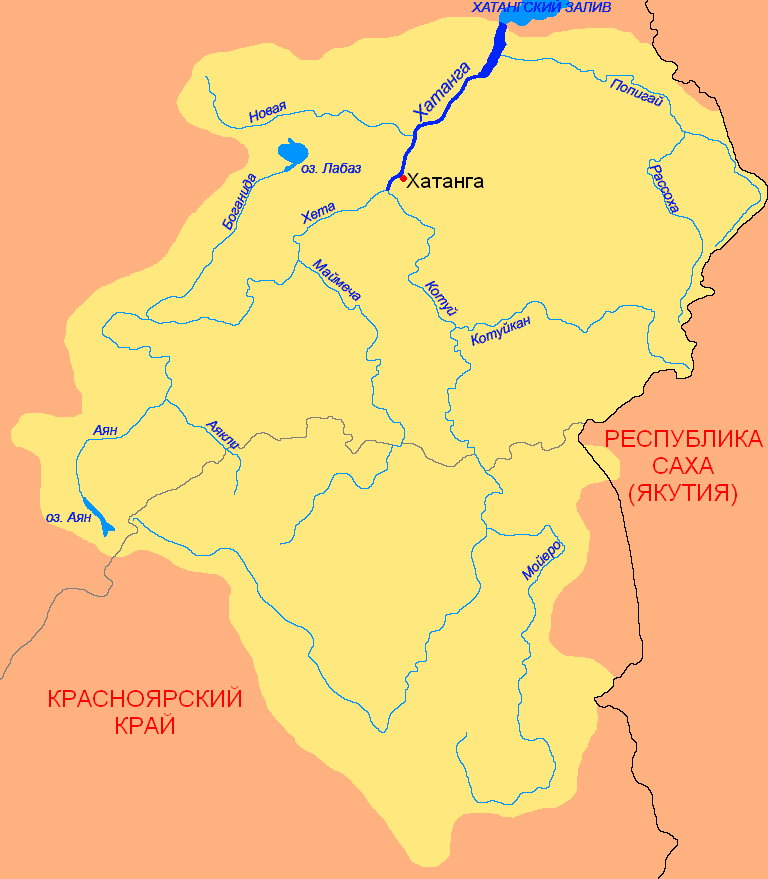
Бассейн реки Хатанга

Рассоха — река в Красноярском крае на северо-западе Восточной Сибири. Длина — 89 км (с Налим-Рассохой — 310 км). Площадь водосборного бассейна — 13 500 км². Питание снеговое и дождевое. Замерзает в конце сентября, вскрывается в июне.
Берёт начало на Анабарском плато.